# حسام الدين الخطيب
حسام الدين الخطيب (سلقين 1889 - 1977) شاعر غنائي وصحفي سوري وُلد في سلقين وتوفي فيها.

## حياته
تلقى تعليمه ما قبل الجامعي في مدارس حلب. عمل صحفياً في دمشق وعمان، ثم عاد إلى حلب ليعمل مدرساً في مديرية التربية.

كتب كلمات معظم الأغنيات التي لحنها صديقه بكري الكردي وكانت الأغنية الزجلية خايف ياروحي يطول جفاكي أول أغنية لحنها بكري الكردي له. وكانا قد تعرف على بعضهما في بداية عقد الأربعينيات وشكلا ثنائياً فنياً حيث عملا سوياً على تأليف وتلحين القصائد والأدوار والقدود والموشحات الحلبية، قدما عدداً من الألحان للمطربة نور الهدى وماري جبران وليلى نظمي ومحمد خيري وصباح فخري ومصطفى ماهر وفؤاد خان طوماني وصبري مدلل وحسن حفار.
أصدر مجلة «الدستور» في دمشق، وفي عام 1934 نقل المجلة إلى حلب، ثم في عام 1952 عمل في الصحافة الأردنية، وعاد بعدها إلى سوريا وعمل مُدرسًا في مديرية التربية في حلب، ثم أصبح محررًا في صحيفة «الأهالي»، فمحررًا في صحيفة «النهضة والوقت»، وساهم في تأسيس إذاعة حلب، وكان عضوًا في نقابتي الفنانين والمعلمين في حلب.

## من أعماله
قصيدة هذه العبرة 
قصيدة البلبل التائه
قصيدة طرفها سهم وقلبي هدف 
قصيدة ليس إلانا مقيم هاهنا
قصيدة سكن الطير
هايم بليل الهوى
موشح هيج الأشواق والشجنا
دور القلب مال للجمال
طقطوقة خايف يا روحي
طقطوقة بالليل جنح الظلام لمصطفى ماهر
طقطوقة كتير دلالك لماري جبران
طقطوقة ابعتلي جواب وطمني لصبري مدلل.